# Witold Bańka
Witold Bańka, né le 3 octobre 1984 à Tychy, est un athlète et homme politique polonais.
Spécialiste du 400 mètres, il obtient plusieurs médailles internationales en relais 4 × 400 mètres.
De 2015 à 2019, il est ministre des Sports et du Tourisme au sein du gouvernement conservateur de Beata Szydło. 
Il est désigné président de l’Agence mondiale antidopage en 2019 et prend ses fonctions le 1er janvier 2020.

## Biographie
Il mesure 1,85 m pour 75 kg.

### Palmarès
| Date | Compétition                   | Lieu     | Résultat | Performance   |
| ---- | ----------------------------- | -------- | -------- | ------------- |
| 2005 | Championnats d'Europe espoirs | Erfurt   | 1ers     | 3 min 04 s 41 |
| 2007 | Universiade d'été             | Bangkok  | 1ers     | 3 min 02 s 05 |
| 2007 | Championnats du monde         | Osaka    | 3e       | —             |
| 2009 | Universiade d'été             | Belgrade | 2e       | 3 min 05 s 69 |

### Records
| Épreuve    | Performance | Lieu  | Date         |
| ---------- | ----------- | ----- | ------------ |
| 400 mètres | 46 s 11     | Osaka | 23 août 2007 |